# إيريشوم الثالث
إيريشوم الثالث ملك آشور للفترة ما بين ( 1598-1586 ) ق.م.
خلف أبيه الملك شو نينوا وشقيقه شارما أدد الثاني. واستمر حكمه لمدة ثلاثة عشر عاماً، وخلفه أخيه الآخر شمشي أدد الثاني على عرش آشور. ولم تذكر السجلات الآشورية المزيد من التفاصيل حول هذا الملك.